# Nancy Bishop
Nancy Bishop és una directora de càsting estatunidenca, que treballa internacionalment des d'oficines a Londres, Regne Unit i Praga, República Txeca.

## Vida i carrera
Llicenciada a la Universitat de Michigan i a la Northwestern University, va treballar com a directora de teatre a Chicago abans de traslladar-se a Praga als anys 90 per dirigir una obra amb la companyia Black Box Theatre i més tard es va convertir en el directora artístic de la companyia. Quan les produccions cinematogràfiques a gran escala es van començar a rodar a Praga, Nancy va desenvolupar una carrera de càsting i és coneguda com una especialista en talent europeu i especialment eslau. Els crèdits de l'estudi inclouen càstings europeus a Mission: Impossible – Ghost Protocol (2011), The Bourne Identity (2002), Hellboy (2004) i Trencaneu (2013), ai també ha treballat amb directors com Roman Polanski, Peter Greenaway, Neil Burger, i Michael Apted. També ha treballat a les sèries de televisió de SyFy’s Dune (2000), 12 Monkeys (2015-) i Blood Drive (2017-). És membre de la junta nacional de la Casting Society of America, així com President de la sucursal de Londres de CSA. També reconeguda entrenadora d'actuació, va fundar el programa Acting for Film a la Prague Film School, i dóna classes a nivell internacional. Ha escrit dos llibres sobre interpretació per a Bloomsbury Press: Secrets from the Casting Couch i Auditioning for Film and TV. És membre de la BAFTA, de l’ International Casting Directors Network, i de l'Acadèmia del Cinema Europeu.